# 왈가닥 여자

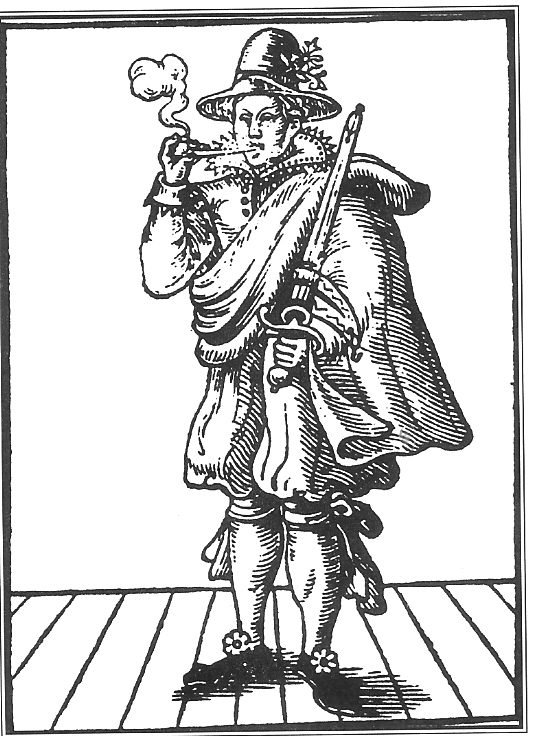

《왈가닥 여자》(The Roaring Girl)는 토머스 미들턴, 토머스 데커가 1607~1610년 경 쓴 희극이다. 윌리엄 셰익스피어에 비견되며 르네상스 시대 영국 문학의 정전으로 꼽히는 미들턴이 데커와 함께 완성한 희곡이다. 소매치기 몰 (Moll), 사람들은 성격이 괴팍한 그녀를 괴짜 몰, 즐거운 몰이라고 부른다. 남자처럼 차려입고 은어에도 능통한 몰이 젠체하는 기사들과 귀족들을 조롱한다.

## 배경
미들턴은 셰익스피어와 동시대에 활동한 작가로, 셰익스피어에 비견되는 능력과 소질을 인정받으며 르네상스 시대 영국 문학의 정전으로 꼽힌다. 《왈가닥 여자》는 그의 대표작으로, 당대의 화두이자 현대의 화두이기도 한 인간 양면성을 다룬다. 집안 어른들의 탐욕 때문에 결혼하지 못하게 된 연인이 여장부 몰 (Moll)의 도움으로 부모의 허락을 얻어 내고자 한다. 남자처럼 차려입고 은어에도 능통한 몰이라는 인물이 관습과 통념을 뒤집고 기성세대를 조롱하는 대사가 압권이다. 연인은 몰의 도움으로 결혼에 골인하고, 시종 몰을 모함하던 사람들은 몰의 가치를 인정하며 지지의 박수를 보낸다.
이처럼 엘리자베스 시대에 활약한 작가는 셰익스피어 말고도 여럿이 있다. 하지만 국내 연구는 셰익스피어에 편향되어 있다. 고전 르네상스 드라마 출간은 엘리자베스 시대의 다양한 작품을 균형 있게 조명한다는 데 의의가 있다.